# Sabulodes lineata
Sabulodes lineata är en fjärilsart som beskrevs av William Schaus 1911. Sabulodes lineata ingår i släktet Sabulodes och familjen mätare. Inga underarter finns listade.